# Flexiseps mandokava
Flexiseps mandokava — вид сцинкоподібних ящірок родини сцинкових (Scincidae). Ендемік Мадагаскару.

## Поширення і екологія
Flexiseps mandokava мешкають на півночі острова Мадагаскар, зокрема в національному парку Монтань-д'Амбр. Вони живуть у вологих тропічних лісах, на берегах струмків. серед опалого листя і повалених дерев. Ведуть присмерковий або нічний спосіб життя. Зустрічаються на висоті від 300 до 1170 м над рівнем моря.

## Збереження
МСОП класифікує цей вид як вразливий. Flexiseps mandokava загрожує знищення природного середовища.